# Antonio Nava Castillo
Antonio Nava Castillo   (Ixcaquixtla, 5 de setembre de 1905 - Ciutat de Mèxic, 28 de març de 1983) va ser un jugador de polo mexicà que va prendre part en els Jocs Olímpics de Berlín, on guanyà la medalla de bronze en la competició de polo. Compartí equip amb Juan Gracia, Julio Müller i Alberto Ramos.